# Абосзода, Фахраддин
Фахраддин Фарманович (Фарман оглы) Абосзода (Аббасов) (азерб. Fəxrəddin Fərman oğlu Abbasov, тал. Фәхрәддин Әбосзодә; 25 декабря 1956, Былабанд, Лерикский район — 9 ноября 2020, Баку) — талышский общественный деятель и политолог. Председатель Милли Меджлиса (парламента) самопровозглашённой Талыш-Муганской Автономной Республики (1993). Один из лидеров талышского национального движения наравне с экс-главой Талыш-Муганской Автономной Республики Альакрамом Гумматовым.
В Азербайджане Фахраддин Аббасов обвинялся в государственной измене и в других антигосударственных деяниях и в соответствии с законодательством был привлечён к уголовной ответственности. 14 февраля 2020 года судебной коллегией Бакинского суда по тяжким преступлениям признан виновным по предъявленным обвинениям и приговорён к 16 годам лишения свободы.
При изучении материалов на основании которых вынесено обвинительное решение международная правозащитная организация Amnesty International в своём докладе «Azerbaijan authorities must release Talysh activists» («Власти Азербайджана должны освободить талышских активистов») пришла к выводу, что ни один из этих материалов не содержит доказательств любого признанного преступления в соответствии с международным правом и стандартами или содержит какие-либо призывы к актам насилия. Призывы к отделению территории охраняются международным правом, и Аббасов осуществлял своё право на свободу выражения мнения, отстаивая своё видение независимого талышского государства.
Amnesty International включило информацию про Аббасова в свой годовой доклад по правам человека в мире. В докладе говорится, что Аббасов является общественным деятелем талышского происхождения, и что он скончался под стражей в тюрьме; власти утверждают, что он покончил жизнь самоубийством. Однако на конец 2020 года объективного расследования обстоятельств его смерти проведено не было.

## Биография
Фахраддин Аббасов родился в 1956 году в селении Былабанд Лерикского района в талышской семье. По вероисповеданию мусульманин-шиит В 1958 году семья переехала в Сумгаит, где Фахраддин Аббасов в 1963 г. пошёл в первый класс. Через два года в 1965 году семья вернулась в д. Былабанд, где он продолжал обучение до восьмого класса. В 1973 году он поступил на исторический факультет Азербайджанского государственного университета им. С. М. Кирова, который окончил с красным дипломом в 1978 году. В том же 1978 году он вернулся в Былабанд, где неполный учебный год преподавал историю и обществоведение в только что построенной средней школе, а затем ещё два года работал в местном райкоме комсомола. В мае 1981 года он успешно сдал вступительные экзамены в аспирантуру АГУ, а в 1984 года защитил диссертацию на тему «Совершенствование производственных форм жизнедеятельности трудящихся в условиях зрелого социализма (на материалах Азербайджанской ССР)» и получил звание кандидата философских наук. После окончания университета написал учебники по политологии, создал фундамент политологической науки в Азербайджанской Республике. В университете он читал лекции по научному коммунизму, диалектическому и историческому материализму, а после 1990 г. — по политологии. В 1981—1995 гг. преподавал в этом же университете; также в 1993—1995 гг. являлся главным редактором газеты «Толыши садо» (Баку, 1993—1995). 
В 1984 году защитил диссертацию на соискание степени кандидата философских наук на тему «Совершенствование производственных форм жизнедеятельности трудящихся в условиях зрелого социализма (на материалах Азербайджанской ССР)». В 1989 году завершил работу над докторской диссертацией на тему «Духовные основы нашего образа жизни», однако защищаться не стал. В 1992 г. опубликовал в соавторстве с Г. Ширалиевым первый в Азербайджане учебник по политологии, который был переработан и переиздан в 1993 году.
21 июня 1993 года группа талышских военных во главе с бывшим заместителем министра обороны Азербайджана, создателем Талышского (Ленкоранского) добровольческого батальона Алакрамом Гумматовым провозгласили в г. Ленкорани на территории семи районов страны Талыш-Муганскую автономную республику и Аббасов был приглашён на встречу руководства ТМАР с представителями талышской интеллигенции из Баку и Сумгаита, которая должна была состояться 4 июля. В Ленкорани он вскоре возглавил комиссию, которая готовила проект Конституционного закона Талыш-Муганской Республики.
7 августа 1993 года на заседании Парламента был принят временный регламент Народного Меджлиса, провозглашена Талыш-Муганская Автономная Республика в составе Азербайджанской Республики, а также принят её Конституционный закон. Президентом ТМАР был избран Альакрам Гумматов, а председателем Народного Меджлиса — Фахраддин Аббасов.
Несмотря на падение ТМАР, а также ареста и судебного преследования 30 её активистов (некоторые из которых погибли в заключении), он оставался в Азербайджане столько, сколько это представлялось возможным. В конце октября 1993 года он сменил Аваза Садыхзода во главе единственной в стране талышской газеты — «Толыши садо» — и руководил ею (в качестве замещающего главного редактора) до конца сентября 1994 года. В июне 1995 года он был вынужден переехать в Россию, оставив работу в Бакинском государственном университете.
В 2002—2005 гг. являлся главным редактором издаваемой в Санкт-Петербурге газеты «Толыш» («Талыш»). На страницах газеты, кроме материалов по талышской литературе, культуре и истории, главным образом уделялось внимание проблемам, с которыми сталкивались талыши в Азербайджане, а также их возможным политическим решениям: например, Абосзода активно предлагал создать талышскую автономию как решение национального вопроса в Азербайджане.
В 2000-х годах в числе других активистов также начинает оказывать поддержку в публикации различных талышских книг. В 2002 году были изданы «Грамматика талышского языка» А. Садыхзода на азербайджанском языке и составленная Г. Мамедовым книга избранных произведений талышского поэта и просветителя Зульфугара Ахмедзаде. Редактором обеих книг был Ф. Абосзода. В 2003 году был издан сборник талышских стихов Йадулла Сайада, а также первый русско-талышский разговорник, написанный Ф. Абосзода.
15 октября 2003 года в Азербайджане должны были состояться президентские выборы. В их преддверии Абосзода опубликовал на страницах газеты «Толыш» «Предвыборную платформу Талышского национального движения», которая была неожиданно перепечатана в Баку газетой «Хурал», в течение 2003−2004 гг. в газете продолжали выходить его публикации.
В начале октября 2003 года Ф. Абосзода впервые посетил Иран, где поучаствовал в съемках нашумевшей в Баку аналитической передачи «Компас». В 2004 году Ф. Абосзода в составе талышской делегации из России и Беларуси посетил Иран ещё раз, поучаствовав на талышской конференции в г. Реште.
Весной 2005 года Ф. Абосзода встретился в Нидерландах с А. Гумматовым и после их встречи Талышское Национальное Движение было зарегистрировано в Гааге. Устав и Программу ТНД подготовил Ф. Абосзода.
21-23 мая 2005 года в г. Цахкадзор Армении состоялась Первая международная конференция по талышеведению. В Азербайджане требовали, чтобы талыши не принимали в ней участия, в ответ на что талышские активисты потребовали проведения аналогичной конференции в Баку или Ленкорани. Однако их условие не было принято. В итоге двое талышских деятелей — Ф. Абосзода и З. Ибрагими — отправились в Армению для участия в конференции. Фахраддин Абосзода выступил с докладом «Сохранение языка — сохранение народа: некоторые проблемы формирование литературного талышского языка». В Азербайджане конференция была расценена как поддержка сепаратизма. Абосзода назвал реакцию азербайджанской стороны «ненормальной». Позже своё участие в этой конференции Абосзода объяснил следующим образом: "Я подумал, что воспользовавшись этой аудиторией я могу ещё больше довести до внимания массовой аудитории проблемы талышей. Я выступил на этом мероприятии с докладом на тему «Защита талышского языка и народа». В другом своём заявление он сказал: «Нам нужна информационная поддержка, в том числе и со стороны Армении. Если бы мы не оценили этот шанс, мы были бы дураками. Какую цель преследовала Армения, проводя эту конференцию, это другой вопрос. Это их проблема».
В июле 2005 года вновь приехал в Азербайджан, жил в Баку, но в 2008 году в связи давлением со стороны власти на талышских активистов (дело против Новрузали Мамедова) вновь вернулся в Россию. В этот период с 2005 года по 2008 год был редактором созданной им в Баку талышской газеты «Шавнышт» («Ночные посиделки»). На страницах газеты много внимания уделялось как развитию и формированию единого литературного талышского языка, истории и культуре талышского народа, так и проблемам, с которыми сталкивается талышское население в Азербайджане. Сразу после первого выпуска газеты «Шавнышт», власти Азербайджана различными способами пытались воспрепятствовать распространению газеты. Журналисты газеты вызывались в правоохранительные органы, допрашивались, на семью Абосзода также оказывали давление, полиция являлась по домашнему адресу Абосзода, проверяла документы его жены, оскорбляло её и даже изымало документы.
В 2006 году Ф. Абосзода опубликовал первый том, а в 2008 году второй том своего русско-талышского словаря (82 000 слов). Позднее в Азербайджане ситуация стала ухудшаться, была арестован главный редактор газеты «Толыши Садо» Новрузали Мамедов. На страницах газеты «Шавнышт» выходили статьи в защиту редактора и учёного. Позже из Азербайджана была депортирована российская журналистка Яна Амелина; эмигрировал талышский активист, адвокат Атахан Абилов и 11 октября 2008 года из-за угроз преследования Фахраддин Абосзода во второй раз покинул Азербайджан и переехал в Москву.
В мае 2009 года Ф. Абосзода создаёт в Москве новую структуру Талышского национального движения — Движение за возрождение Талыша (ДВТ). В рамках ДВТ Ф. Абосзода разрабатывал теоретическую базу права талышского народа на самоопределение — сначала в форме федеративного/конфедеративного субъекта в составе Азербайджанской Республики, а затем и независимости.
В 2010 году талышскими интеллектуалами была создана новая организация — Талышская Национальная Академия (ТНА), целью которой было всестороннее изучение Талышистана и развитие талышеведения. Ф. Абосзода же был одним из основных авторов Академии. Помимо талышско-азербайджанских словарей в 2011 году ТНА издала в Минске книгу Ф. Абосзода «Несостоявшаяся независимость Талыша» об истории Талышского ханства.
С июня 2011 года по июнь 2014 года он имел временное убежище в Российской Федерации.
28 июня 2011 года Абосзода совместно с Комитетом «Гражданское содействие» и Кахином Абиловым созвали пресс-конференцию «Преследование талышей в Азербайджане. Правозащитники: уголовное дело против Гилала Мамедова носит политический характер». Впоследствии им были организованы также пикеты перед Посольством Азербайджана в Москве.
26 февраля 2014 года Фахраддину Аббасову был выдан вид на жительство для иностранных граждан, действительный до 26 февраля 2019 года. В том же году он в установленном порядке обратился с заявлением о приобретении российского гражданства в УФМС России по Московской области. Однако российские власти так и не дали никакого официального ответа на его заявление.
С 11 октября 2008 года по 27 февраля 2019 года непрерывно проживал на территории Российской Федерации, занимался независимой аналитической и научной деятельностью. С 26 февраля 2014 года по 26 февраля 2019 года имел в России вид на жительство сроком на 5 лет и соответствующую паспортную регистрацию. В июне 2014 года официально в нотариальном порядке отказался от гражданства Азербайджанской Республики, азербайджанские власти же оставили отказ без ответа, и не лишили гражданства.

## Арест в России и экстрадиция в Азербайджан
14 июля 2018 года Сабаильским районным судом города Баку в отношении гражданина Азербайджанской Республики Фахраддина Аббасзаде была избрана мера пресечения в виде ареста.
В начале сентября 2018 года Фахраддин Аббасов узнал от своих знакомых, что суд Сабаильского района города Баку 14 июля 2018 года вынес заочное решение о его аресте, а на его основании Генеральная прокуратура Азербайджана направила соответствующий запрос в Генеральную прокуратуру Российской Федерации и попросила арестовать его. Как только Фахраддин Аббасов узнал об этом, то 6 сентября 2018 года добровольно явился в полицейский участок г. Котельники, Люберецкого района, Московской области. Тем вечером прокурор г. Люберцы принял решение об его аресте на 48 часов, а на следующий день суд Люберецкого района принял решение о его аресте сначала на 2 (два), а потом ещё на 4 (четыре) месяца. В этот период с 07 сентября 2018 по 27 февраля 2019 он находился в СИЗО № 6 г. Коломна.
19 сентября 2018 года Комитет «Гражданское содействие» выступил с заявлением о недопустимости выдачи Россией талышского учёного Фахраддина Аббасова, арестованного в Москве по запросу Азербайджана. Как пояснил «Гражданскому содействию» адвокат арестованного Родион Идрисов, выдача противоречит российскому законодательству. В Азербайджане учёного обвиняют по статье, которой нет в российском уголовном кодексе, а это также означает, что по закону выдача невозможна.
9 октября 2018 года Фахраддин Аббасов, находясь под стражей, обратился с ходатайством о предоставлении убежища в Главное управление Министерства внутренних дел по Московской области. Это заявление было отклонено 12 октября 2018 года на том основании, что он уже имел вид на жительство в Российской Федерации. Фахраддин Аббасов оспорил это решение, и 28 февраля 2019 года в Тверском районном суде Москвы должно было состояться слушание его апелляции.
9 ноября 2018 года московский стендап-комик Идрак Мирзализаде в эфире программы «Вечерний Ургант» произнёс политический лозунг под видом шутки. Он потребовал освободить общественного деятеля талышского национального движения, задержанного в России по запросу Азербайджана. Комик выступал с миниатюрой о жизни белорусского мусульманина талышского происхождения в Москве. Своё выступление он закончил фразой «Свободу Фахрутдину Абосзода!», пояснив, что это фраза на самом деле ничего не значит. «Это звучит так эпично в эфире Первого канала, как будто у меня есть какие-то политические убеждения», — заявил Мирзализаде. Судя по реакции зала, его слова были восприняты как шутка. На следующий день комик пояснил в своём инстаграме, что на самом деле его фраза была политическим призывом остановить экстрадицию Абосзода в Азербайджан. «Мне нужно было что-то сделать, чтобы это смотрелось тут не так резко», — написал он. И объяснил, что считает, что выдача общественного деятеля из России может стать для него смертным приговором. Также 12 ноября 2018 года сторонники Фахраддина Абосзода сообщили, что в случае экстрадиции его в Азербайджан ему угрожает смерть. В поддержку Фахраддина Абосзода выступили талышские общественные организации. Они обратились к президенту России Владимиру Путину с просьбой «предоставить Абосзода политическое убежище и остановить его экстрадицию в Азербайджан, где его ждёт неминуемая расправа».
12 февраля 2019 года инициативной группой: президентом ТМАР Альакрамом Гумматзода, Кахином Абиловым и другими, выступающими в интересах защиты Фахраддина Аббасова было направлено обращение в Представительство Управления Верховного комиссара ООН по делам беженцев в Российской Федерации (УВКБ ООН) об обращении внимания на дело Фахраддина Аббасова.
20 февраля 2019 года в поступившем ответе сообщается, что Представительство Управления Верховного комиссара ООН по делам беженцев в Российской Федерации вызывает обеспокоенность в связи с пытками и жестоким обращением сотрудниками правоохранительных органов или следственных органов часто для получения признания по уголовным делам. Особо отмечается, что меньшинства, в частности лезгинское и талышское население, по-прежнему являются жертвами широко распространённой дискриминации. Также выражена обеспокоенность, что статья 283 УК Азербайджана о возбуждении расовой ненависти использовалась для ареста лиц, выражающих отличные от официальных позиций мнения, в том числе высказывающихся о положении этнических меньшинств. Так как Фахраддин Аббасов является лицом, обратившимся за убежищем на территории Российской Федерации. ФЗ «О беженцах» от 19 февраля 1993 года № 4528-1 предусматривает гарантию невысылки. То есть принцип невысылки должен защитить человека от пыток или жестоких, бесчеловечных или унижающих достоинство видов обращения и наказания. УВДКБ ООН выразило надежду на то, что представленная информация будет принята во внимание при рассмотрении дела гражданина Фахраддина Аббасова.

### Судебное заседание
27 февраля 2019 года Аббасова под видом того, что везут в «Суд Московской области» привезли в городскую прокуратуру г. Люберцы. Под присмотром 5-6 молодых парней в гражданской одежде, представившихся «судебными приставами», через заднюю дверь провели в зал для совещаний. Там прокурор представил постановление Генеральной прокуратуры Российской Федерации. В конце постановления было написано следующее: «Генеральная прокуратура Российской Федерации отказывает в выдаче (экстрадиции) Аббасова Ф. Ф. Азербайджанской Республике и освобождает его из-под ареста». После прочтения последнего предложения Аббасов задал вопрос: «Почему здесь нет моих адвокатов? Пожалуйста, позвоните им и пригласите их сюда!». В итоге адвокаты Аббасова вызваны не были, и его силой увезли в суд Люберецкого района. Далее сотрудник миграционной службы Главного полицейского управления Московской области сообщил о том, что Аббасов нарушил миграционное законодательство РФ, Аббасов с представленным обвинением не согласился и указал на отсутствие его адвокатов. Со слов Аббасова на руках сотрудника уже имелось свидетельство о возвращении на родину, для получения которого по идее человек сам должен обратиться в консульство Азербайджанской Республики и оплатить госпошлину.
Судебное заседание проводила судья Люберецкого городского суда Московской области Федунова Ю. С., которая, сообщила, что Аббасов нарушил миграционное законодательство РФ по ст. 18.8 ч.3.1 КоАП. Аббасов сообщил, что обратился с заявлением в Главное полицейское управление Московской области с просьбой продлить срок вида на жительство и паспортной регистрации. На вопросы Аббасова о вызове его четырёх адвокатов, судья предложила ему государственного защитника, на что Аббасов отказался и просил позвонить его адвокатам. Адвокатам так и не позвонили. На судебном заседании назначенном на 14:00 часов Аббасов отказался участвовать, и судья явилась к нему в комнату. В виду того, что заседание было проведено с грубыми нарушения законодательства РФ, Аббасов отказывался присутствовать на нём, но при применении силы ему зачитали решение. В тексте решения говорилось: «Аббасов Ф. Ф. за нарушение миграционного законодательства РФ должен быть оштрафован на 5 (пять) тысяч рублей, а потом после 5 (пяти) дней нахождения под контролем должен быть депортирован. Аббасов Ф. Ф. может обжаловать это решение в течение 10 (десяти) дней.» Аббасов прокомментировал это решение сославшись на то, что как он может обжаловать это решение в течение 10 дней, если после 5 дней должен быть депортирован.
После судебного решения люди в гражданской одежде вместе с капитаном полиции силой посадили Аббасова в джип и в сопровождении второй машины привезли в аэропорт «Шереметьево». При прохождении паспортного контроля представитель Азербайджана в гражданской одежде предоставил женщине, проверявшей документы, какую-то зелёную бумагу. Аббасов сказал женщине, что этот документ фальшивый, и у него нет такого документа, эти люди его выкрали и хотят выдать Азербайджану! Женщина сказал: «Что же в нём фальшивого, нормальный документ!». И потом сказала: «проходите!».
Приблизительно в 00:00 28 февраля, когда Аббасов уже был в салоне самолёта, летящего рейсом Москва-Баку, двое представителей СГБ Азербайджана в гражданской одежде сопровождали его. 28 февраля рано утром, Аббасов уже был в изоляторе СГБ Азербайджана.
28 февраля 2019 года международная правозащитная организация Amnesty International потребовала от российских властей оперативно провести беспристрастное и эффективное расследование сообщений об исчезновении азербайджанского оппозиционера Фахраддина Аббасова (Абосзоды) из СИЗО города Люберцы. Amnesty International сообщило, что некие сотрудники правоохранительных органов пришли в СИЗО, где содержался Аббасов. Они предъявили, предположительно, официальное письмо из Генеральной прокуратуры, предписывавшее освободить Аббасова. Оппозиционера они забрали вместе с собой. При этом его личные вещи остались в изоляторе. Позже эту информацию подтвердил адвокат Аббасова. О месте нахождения Аббасова не было ничего известно.
Директор представительства Amnesty International в России Наталья Звягина заявила:
В первую очередь, Аббасов изначально не должен был быть арестован для дальнейшей экстрадиции в Азербайджан. Россия должна была соблюсти свои международные обязательства согласно международному праву в области прав человека, запрещающие депортировать и выдавать лиц в страны, где тем грозят пытки и жестокое обращение. 

Если он действительно был освобождён для дальнейшей передачи азербайджанским властям, это можно расценивать, как грубейшее нарушение международного права. Более того, это идёт в разрез и с официальной позицией Верховного суда России, в 2012 году предписавшего нижестоящим судам уважать обязательства России в рамках международного права и не удовлетворять запросы об экстрадиции при наличии опасений, что выдаваемый может подвергнуться пыткам и другим видам жестокого обращения.
28 февраля 2019 года в Люберецком городском суде должны были рассматриваться дела в пользу Аббасова о признании незаконным решения Управления по вопросам миграции ГУ МВД РФ по Московской области об отказе в предоставлении временного убежища и дело о признании незаконным решения об отказе в рассмотрении по существу ходатайства о признании беженцем на территории РФ. Но оба заседания суда были перенесены — на 13 и 18 марта соответственно — вследствие исчезновения Аббасова из СИЗО г. Коломны.
До 1 марта 2019 года местонахождение Фахраддина Аббасова оставалось неизвестным, когда Служба государственной безопасности Азербайджана сообщила, что задержала его в Бакинском международном аэропорту 28 февраля 2019 года после его депортации из России. Однако чиновники Люберецкого суда отказали адвокату Фахраддина Аббасова в том, что в их суде состоялось слушание по вопросу о депортации. Насильственное перемещение Фахраддина Аббасова из Российской Федерации не могло произойти без ведома и пассивного или активного участия российских властей.
Талышское Национальное Движение 1 марта 2019 года выразило тревогу относительно судьбы Фахраддина Аббасова, переданного Баку Россией, так как азербайджанские власти и их правоохранительные органы известны во всём мире применением пыток. Талышское Национально Движение призвало объединиться для защиты Фахраддина Абосзода, который долгие годы защищал права талышского народа.
Александр Лапшин, оказавшийся в прошлом в схожей ситуации, арестованный в Минске по просьбе властей Азербайджана и экстрадированный в Баку негативно прокомментировал выдачу Россией Азербайджану Фахраддина Аббасова.
29 апреля 2019 года Московский областной суд рассмотрев жалобу защитника Фахраддина Аббасова, на постановление Люберецкого городского суда Московской области от 27 февраля 2019 года по делу об административном правонарушении, предусмотренном ч.3.1 ст. 18.8 КоАП РФ, в отношении Аббасова Ф. Фарман оглы принял решение его отменить. В связи с тем, что Генеральной прокуратурой Российской Федерации было отказано в удовлетворении запроса Генеральной прокуратуры Азербайджанской Республики о выдаче Аббасова Ф. Ф. оглы для привлечения к уголовной ответственности и постановлением и. о. Люберецкого городского прокурора Аббасов Ф. Ф. оглы освобождён из-под стражи. Освободившись из-под стражи, уже в 09 часов 30 минут того же числа Аббасов был задержан сотрудниками по вопросам миграции МУ МВД Росси «Люберецкое», так и не успев воспользоваться своим правом покинуть территорию РФ самостоятельно. Умысел Аббасова на уклонение от выезда с территории РФ материалами дела не доказан, у него отсутствовала реальная возможность покинуть территорию РФ в установленные сроки по независящей от него причине, в связи с чем, Московский областной суд приходит к выводу об отмене постановления Люберецкого городского суда Московской области и прекращении производства по делу об административном правонарушении по п. 2 ч.1 ст.24.5 КоАП РФ, в связи с отсутствием в действиях Аббасова состава административного правонарушения.
В сентябре 2019 года проживающий в эмиграции президент ТМАР Альакрам Гумматов сообщил, Аббасов, находящийся в СИЗО Государственной службы безопасности Азербайджана, проводит недельную голодовку, протестуя против условий содержания, систематического нарушения процессуальных норм со стороны следствия, искусственного продления его содержания в СИЗО, полной изоляции от общественности, давления на его адвокатов со стороны следствия, нарушения конфиденциальности взаимоотношений между адвокатом и его подзащитным, игнорирования и воспрепятствования его обращениям как в вышестоящие судебные инстанции Азербайджанской Республики, так и в Европейский суд по правам человека. Состояние здоровья Аббасова серьёзно ухудшилось с момента его ареста и депортации из России в Азербайджан. На него оказывалось серьёзное психологическое давление (и, возможно, не только психологическое). Следователи отрицали все факты акций протеста в СИЗО со стороны Аббасова.
Также в сентябре 2019 года Талышское национальное движение направило обращение к депутатам Парламентской Ассамблеи Совета Европы и международному сообществу где проинформировало о ситуации Аббасова и требовало немедленного освобождения талышского учёного и журналиста Аббасова и прекращения его незаконного преследования.
1 октября 2019 года один из армянских депутатов Т. Айрапетян подняла вопрос незаконного ареста талышского учёного, журналиста и общественного деятеля со стороны властей Азербайджана на осенней сессии Парламентской Ассамблеи Совета Европы проходящей с 30 сентября по 4 октября в Страсбурге.
8 ноября 2019 года Талышское национальное движение во главе с президентом ТМАР Альакраммом Гумматовым и Рахимом Мирзоевым премьер-министром правительства ТМАР в эмиграции направило обращение в Европейский суд по правам человека, Совет по правам человека ООН, Парламентскую Ассамблею Советы Европы, Международным правозащитным организациям, в Верховный Суд Азербайджана по делу Аббасова с целью привлечения внимания и соблюдения международных конвенций и соглашений (в частности, Европейской конвенции по правам человека), проведения публичного, справедливого и беспристрастного судебного разбирательства по выдвинутым против Аббасова обвинениям.

## Уголовное дело в Азербайджане
Судебное решение, согласно которому Аббасов содержался в следственном изоляторе Службы государственной безопасности Азербайджана с 28 февраля 2019 года, было доставлено ему лишь через 38 суток после ареста в Баку. Согласно принятому решению (постановление Сабайльского районного суда Баку от 14 июля 2018 года) он уже содержался под стражей в Российской Федерации с 6 сентября 2018 года по 27 февраля 2019 года по тому же судебному принципу он не может быть лишён свободы снова. 10 апреля 2019 года он подал апелляцию в Бакинский городской суд, но она была отклонена. На судебном заседании 15 апреля 2019 года Аббасов потребовал от своего адвоката Эльмана Османова отправить жалобу в ЕСПЧ по поводу его незаконного ареста. Адвокат сказал, что 3 октября 2019 года он отправил эту жалобу по почте, отсутствие информации от ЕСПЧ указывает на то, что адвокат Эльчин Канбаров не направил такую жалобу. Так, власти Азербайджана во второй раз нарушили статью 34 Конвенции о защите прав человека и основных свобод в отношении Аббасова. Адвокаты и следственные органы отказывались выдавать копии судебных документов родственникам Аббасова, лишая их возможности обращаться в любые международные судебные органы (ЕСПЧ, Комиссия ООН по правам человека).
18 ноября 2019 года Талышское национальное движение направило письмо министру иностранных дел РФ Сергею Викторовичу Лаврову с надеждой, что представители Посольства Российской Федерации в Азербайджане будут посещать заседания суда над Фахраддином Аббасовым, чтобы продемонстрировать свою поддержку человеку, всегда защищавшему интересы России.
21 ноября 2019 года в Бакинском суде по тяжким преступлениям начался процесс над Аббасовым, под председательством судьи Фаига Ганиева, бывшего главного следователя по особо важным делам Министерства национальной безопасности Азербайджана. Подготовительное заседание было проведено в закрытом режиме.
28 ноября 2019 года в Бакинском суде по тяжким преступлениям состоялось второе заседание над Аббасовым. На заседании было зачитано обвинение: «публичные призывы к насильственному изменению конституционного строя» (ст. 281.2 УК АР), «разжигание межнациональной розни» (ст. 283.1 УК АР), а также «Государственная измена» (ст. 274 УК АР). Необходимо обратить внимание, что азербайджанские власти требовали его выдачи из России по обвинению лишь по двум первым статьям Уголовного кодекса, но после почти девятимесячного содержания в СИЗО Службы государственной безопасности добавили ещё одну — «Государственная измена». Эта статья стала «классикой» политических процессов против талышских учёных в Азербайджане: ранее по ней обвинялись лингвист Новрузали Мамедов и математик Гилал Мамедов. Второе заседание суда над Аббасовым вновь прошло в закрытом режиме. Адвокат подал ходатайство о проведении открытого заседания, но оно не было удовлетворено. Общественность не была допущена к суду. Аббасов отказался от дачи показаний в связи с отказом суда проводить открытое заседание.
9 декабря 2019 года состоялось третье заседание Бакинского суда по тяжким преступлениям по делу Аббасова. Заседание суда над Аббасовым вновь проходило в закрытом режиме. Ходатайства защиты о проведении открытого судебного заседания так и не были приняты, а ожидавшие на улице талышские активисты не были допущены в зал суда. Фахраддин Аббасов выступил в суде.
9 января 2020 года спустя месяц после третьего заседания в суде по тяжким преступлениям г. Баку продолжилось рассмотрение дела Аббасова. Заседание суда прошло в закрытом режиме. Собравшиеся перед зданием суда талышские активисты вновь не были допущены в зал заседаний и дожидались окончания суда на улице.
13 января 2020 года в Бакинском суде по тяжким преступлениям состоялось пятое заседание в отношении Аббасова. Суд проходил в открытом режиме, в зал были допущены талышские активисты. Фахраддин Аббасов защищался почти только собственными силами его адвокат Эльчин Гамбаров большей частью молчал. Суд обвинил Аббасова в разжигании межнациональной розни, что он не принял категорически, сказав, что ни в одном его выступлении, статье или произведении не было подобных утверждений. Среди обвинений в его адрес суд назвал «измену Родине» и «сотрудничество со спецслужбами Армении», в частности «важную роль в открытии талышского телевидения в Армении».
23 января 2020 года в Бакинском суде по тяжким преступлениям состоялось седьмое заседание по делу Аббасова. Пришедшие к зданию суда талышские активисты не были допущены в зал заседаний под предлогом, что заседание является закрытым. Однако как оказалось по завершении суда, заседание было открытым. Для участия в заседании суда из России прибыл единственный свидетель обвинения — Ризван Шыхизаде. Как он сообщил ожидавшим на улице активистам, он опроверг обвинения в адрес Аббасова, которые ему приписывала сторона обвинения. Он сообщил, что несколько лет уже не общался с подсудимым, а в предыдущие годы они при встречах говорили лишь на тему талышского языка, истории, музыки, поэтому никаких таких «секретов» Аббасова он не знает. В ходе судебного заседания свидетелем были отвергнуты приписываемые ему показания, на которых следствие и базировало своё обвинительное заключение.
Следующее заседание Бакинского суда по тяжким преступлениям от 27 января 2020 года было открытым, и общественность была допущена в зал суда. Однако на заседание пришли лишь талышские активисты. Азербайджанские СМИ и правозащитники не явились на заседания суда. Новый адвокат Аббасова Ганга Ибрагимов обратился к суду под председательством Ф. Ганиева, бывшего следователя Министерства национальной безопасности Азербайджана, с 4 ходатайствами: о необходимости перевода подсудимого из СИЗО под домашний арест, так как Аббасов никогда не скрывался от следствия. В ответ на это прокурор заявил, что подсудимый «долгие годы находился в розыске» и скрывался от следствия, поэтому изменение ему меры пресечения невозможно. Следующее ходатайство адвоката касалось необходимости обеспечить прозрачность судебного процесса — разрешить аудио- и видеозапись. В-третьих, Ганга Ибрагимов заявил, что следствие завершено, а значит дело передано от следствия под ведение Министерства юстиции, поэтому подсудимый не должен больше находиться в СИЗО Службы государственной безопасности, где не обеспечивается конфиденциальность встреч подсудимого с адвокатами и в целом есть ограничения для встреч и телефонных разговоров, а должен быть переведён в СИЗО № 1 г. Баку (в посёлке Кюрдаханы). Сам Аббасов также обратился с ходатайствами к суду. Во-первых, он опротестовал состав судебной коллегии, которая нарушает его права и не предоставляет ему слова для защиты, и потребовал заменить его. Во-вторых, он сообщил, что даже ему, подсудимому, не была предоставлена возможность ознакомиться с 5 и 6 томами уголовного дела. И он до сих пор не знает, что в них написано. Девятое заседание суда от 30 января 2020 г. было закрытым.
6 февраля 2020 года состоялось перенесённое заседание суда. Пришедшие к зданию Бакинского суда по тяжким преступления талышские активисты не были допущены в зал суда. Заседание было объявлено закрытым. Однако приблизительно через час ожидавшие завершения заседания активисты были допущены в зал суда. За закрытыми дверями государственный обвинитель посчитал вину Фахраддина Аббасова полностью доказанной и потребовал для подсудимого 17 лет лишения свободы. «Полностью доказывающими» вину Аббасова, по мнению прокурора, являются подписанные им статьи и досудебные показания единственного свидетеля. В ходе суда Аббасов не раз заявлял, что подписал статьи только в значении, что ознакомлен с ними, и лишь по той причине, что находясь в СИЗО Службы государственной безопасности, не подписать их было невозможно. Азербайджанские СМИ и правозащитники не явились на судебное заседание. Хотя глава Азербайджанского национального комитета Хельсинкской гражданской ассамблеи Арзу Абдуллаева заявляла после экстрадиции Аббасова, что руководимая ею «правозащитная организация будет отслеживать дело Аббасова»
На заседании 13 февраля 2020 года Фахраддин Аббасов выступил с последним словом:
Это я разрушаю это государство? Мне кажется, участвующие в этом заседании неграмотные, неквалифицированные кадры, предоставляющие первым лицам государства ложную информацию, дабы понравиться им, ведут государство в тишину (небытие). Если я в одиночку могу разрушить государство, то такое государство заслуживает того, чтобы разрушиться!

До 1992 года я всей своей деятельностью служил азербайджанскому народу. В том самом году группа молодых студентов пригласила меня на праздничное мероприятие по случаю Новруза, проводившееся на талышском языке в клубе Абилова. Только там я понял, насколько я несчастен, насколько я безразличен к судьбе народа, к которому принадлежу. Эти молодые ребята будто бы раскрыли мне глаза, напомнили мне наказ моей матери: «Сынок, постарайся не забыть, кто ты, к какому народу принадлежишь! Можешь предать меня, но не предай свой народ!» С тех пор я и занялся судьбой своего народа!

Вы думаете, что оказываете на меня давление, требуя для меня 17 лет заключения. Хотите, хоть убейте меня, хотите, осудите меня на 170 лет, я всё равно не откажусь от своей борьбы! Из каждой капли моей крови, которая упадёт на землю, появится ещё сто талышей! 

Я вёл свою борьбу один, ценой собственной жизни! Я посвятил свою жизнь этой борьбе. Моя семья распалась, я тоскую по своим сыновьям. Мой отец, не выдержав произошедшего, почти сразу после событий 1993 года скончался. Из-за меня в Москве расстреляли моего 37-летнего брата, вскоре после чего скончалась моя мать, и я не смог поучаствовать даже в её похоронах. После всего этого я продолжил свою борьбу с ещё большей решимостью. Я оставался верен наказу своей матери!

Вы арестовали Н. Мамедова, убили его в тюрьме. Потом вы подбросили наркотические вещества кандидату физико-математических наук, чтецу Корана, человеку, совершающему намаз, простому чистому человеку Гилалу Мамедову и бросили его в тюрьму на 5 лет! Добавлю, что я полностью прервал всякую связь с Г. Мамедовым в 2002 году.

Это и есть ваша государственная политика, ваше братство, ваша национальная политика? Сколько вы сможете так управлять государством?
В Азербайджане он обвинялся по трём статьям Уголовного кодекса Азербайджана — 274 (Государственная измена), 281.2 (Публичные призывы к насильственному захвату власти, совершённые неоднократно и группой лиц) и 283.1 (Действия, направленные на возбуждение национальной, расовой или религиозной вражды). Статья 274 предполагает лишение свободы на срок от двенадцати до двадцати лет, либо пожизненное лишение свободы. Статья 281.2 предполагает максимальное наказание в виде восьми лет лишения свободы, максимальная санкция по статье 283.1 — до четырёх лет
14 февраля 2020 года судебной коллегией Бакинского суда по тяжким преступлениям признан виновным по предъявленным обвинениям и приговорён к 16 годам лишения свободы. Председателем суда стал бывший следователь Министерства национальной безопасности Фаиг Ганиев по особо важным делам. Суд признал процесс частично закрытым, обосновав его наличием государственной тайны по делу. Хотя, что Аббасов никогда не имел доступа к секретной информации, а с 2008 года жил за пределами Азербайджана и никогда не связывался с азербайджанскими чиновниками. 25 февраля 2020 года адвокат Аббасова Ганга Ибрагимов направил апелляционную жалобу на постановление Суда по тяжким преступлениям г. Баку в Апелляционный суд г. Баку.
Amnesty International отмечает, что в решении суда упоминаются публикации Аббасова, в которых он выражает своё политическое мнение и выступает за независимое талышское государство в качестве доказательства своих предполагаемых преступлений. В постановлении приводятся его публикации и интервью, а также политические программы и беседы, которые он вёл на интернет-канале талышского национального телевидения, когда он проживал в России. Однако ни один из этих материалов, перечисленных в решении суда и рассмотренных Amnesty International, не содержит доказательств любого распознаваемого преступления в соответствии с международным правом и стандартами или содержит какие-либо призывы к актам насилия. Призывы к отделению территории охраняются международным правом, и Фахраддин Аббасов осуществлял своё право на свободу выражения мнений, отстаивая своё видение независимого талышского государства.
В течение всего судебного процесса, начавшегося 21 ноября 2019 года ни один азербайджанский журналист или правозащитник не появился ни на одном заседании. Лишь на последнем заседании присутствовал один единственный журналист. Однако все азербайджанские СМИ опубликовали сообщения об осуждении Аббасов. Многие из них написали о том, что якобы талышский учёный подтвердил информацию о своём сотрудничестве с армянскими спецслужбами и многое другое. Аббасов же не признал вину ни по одному из пунктов обвинения. Ни один правозащитник Азербайджана не выступил публично в его защиту, также Абосзода не был включён ни в один из опубликованных за время его заключения списков политзаключённых.
18 февраля 2020 года правозащитники раскритиковали приговор Аббасову. По словам сопредседателя Общественного совета талышей Азербайджана (ОСТА) Гилала Мамедова, «следствие (по делу Аббасова) с самого начала сопровождалось серьёзными нарушениями закона». Гилал Мамедов сообщил корреспонденту «Кавказского узла» следующее:
Конечно, мы не разделяем политических взглядов Фахраддина Аббасова. Мы за целостное и неделимое азербайджанское государство. Но мы считаем, что с самого начала дело Аббасова велось с серьёзными нарушениями закона. Так, Россия в нарушение Конституции и законов этой страны позволила фактически похитить на её территории человека, которому было предоставлено политическое убежище. По международным законам лица, которым угрожают в своей стране уголовным преследованием за политические взгляды, не могут быть выданы данному государству.
Гилал Мамедов также отметил, что после выдачи в Азербайджане длительное время не обеспечивалось право Аббасова на привлечение адвоката по своему выбору. Гилал Мамедов сообщил, что «Показания у него были взяты под давлением. Ему не давали встреч с близкими. Судебный процесс был проведён спешно, причём большинство заседаний были закрытыми. В конечном итоге ему был вынесен очень суровый и предвзятый приговор». Гилал Мамедов также как адвокат Аббасова подтвердил, что Аббасов не признал себя виновным.
Гилал Мамедов также отметил:
Фахраддин Аббасов в последнем слове сказал, что не совершал преступлений, а лишь излагал личное мнение. Аббасов сказал, что, как в своё время он говорил о принудительном присоединении Азербайджана к СССР, за что его хотели исключить из партии, так и сейчас он выступает за свободное самоопределение талышей и предоставление им права самостоятельно решать, как строить отношения с другими народами. 

Как бы ни оценивали личность Аббасова с политической точки зрения, но он ещё и учёный, автор множества статей об истории и культуре талышей. В этом смысле несправедливость к нему вызывает сочувствие и беспокойство.
По мнению исполнительного директора Института свободы и безопасности репортёров (ИСБР) Эмина Гусейнова, власти Азербайджана, добившись выдачи Аббасова, продемонстрировали, что могут достать любого критика режима даже за рубежом. Гусейнов сообщил корреспонденту «Кавказского узла» следующее:
До того был похищен в Тбилиси и доставлен в Баку журналист Афган Мухтарлы. Были задержания по линии Интерпола и попытки доставить в Азербайджан политэмигрантов Фикрета Гусейнли и Дашгына Агаларова. В конце прошлого года властям удалось добиться депортации с Украины и ареста в Баку блогера Эльвина Исаева. То есть власти дают понять, что могут любого достать за рубежом. И в то же время посыл местным критикам, что если у нас руки доходят до политэмигрантов, то с вами всё просто.
30 марта 2020 года Правозащитный союз «За свободу политзаключённых Азербайджана» распространил обновлённый список политзаключённых. В него включено 140 человек, но в этом списке не оказалось талышского учёного, журналиста и политика Фахраддина Аббасова. Авторы списка утверждают, что он составлен по критериям определения понятия «политический заключённый», которые изложены в резолюции Парламентской Ассамблеи Совета Европы. Хотя ранее Лейла Юнус основатель правозащитного союза «За свободу политзаключённых Азербайджана» включала в списки политических заключённых бывших министров Али Инсанова и Фархада Алиева, которые обвинялись в попытке государственного переворота. Такой избирательный подход азербайджанских правозащитников вынуждает констатировать, что они далеки от независимых методов оценки политических преследований в Азербайджанской Республике, нередко руководствуются собственными политическими предпочтениями и взглядами.
1 апреля 2020 года сотрудники Международного комитета Красного Креста наконец сообщили родственникам, что Аббасов переведён в Бакинский СИЗО № 1 в посёлке Кюрдаханы. При этом государственные органы не сообщили об этом ни семье Аббасова, как того требует закон, ни его адвокату Ганге Ибрагимову.
16 апреля 2020 года международная правозащитная организация Amnesty International опубликовала годовой доклад за 2019 год «Права человека в Восточной Европе и Центральной Азии» и включила в свой доклад дело Фахраддина Аббасова. Информацию о судьбе и местонахождении Аббасова не сообщают даже родственникам талышского учёного.
8 июня 2020 года Amnesty International в своём докладе «Azerbaijan authorities must release Talysh activists» («Власти Азербайджана должны освободить талышских активистов») выразила обеспокоенность тем, что талышский правозащитник Фархаддин Аббасов и талышский блогер Эльвин Исаев были заключены в тюрьму за свою активность и критику властей Азербайджана. Они являются жертвами преследования по политическим мотивам и подвергаются риску пыток или других видов жестокого обращения и должны быть немедленно освобождены. Amnesty International отмечает, что у Аббасова гипертония и хроническое заболевание сердца, что также ставит его в более высокий риск заразиться COVID-19. Случаи COVID-19 были подтверждены среди заключённых в Азербайджане. Amnesty International призвало власти Азербайджана обеспечить немедленное освобождение Фахрадина Аббасова и Эльвина Исаева, поскольку они содержатся под стражей из-за их политической активности и без убедительных доказательств того, что они совершили какое-либо признанное преступление. Призвали власти Азербайджана обеспечить отсутствие пыток и других видов жестокого обращения.
9 ноября 2020 года семье Ф. Абосзода сообщили о его кончине, причиной был назван суицид. Версии суицида весьма сомнительна, так как сам Абосзода ранее предупреждал о подобном варианте его убийства. Смерть Абосзода в тюрьме весьма схожа со смертью другого талышского учёного Новрузали Мамедова.

## Политическая позиция
По мнению Абосзоды, правовая система Азербайджана полностью коррумпирована, а в стране сложился авторитарный режим. По его утверждению, «нарушая обыкновенные и, по сути, естественные права нетюркских автохтонных народов Азербайджана, власть объявляет страну „тюркской“, а идеологию пантюркизма поднимает до уровня официальной государственной». Однако в интервью агентству АПА, данном в 2005 году, Фахраддин Абосзода сказал: «Я азербайджанец, гражданин Азербайджана, и горжусь этим. Когда я анализирую отношение оппозиции и властей к малочисленным народам, то ещё больше поддерживаю политику Ильхама Алиева».
Абосзода обвиняет руководство Азербайджана в дискриминации и политике ассимиляции талышей, в недопущении каких-либо форм национальной и культурной организации народа. Первоначально он ратовал за предоставление автономии талышскому населению: «Языковая автономия нам не устраивает. Это в большей мере отвечает интересам лезгин и курдов. Талышам нужна территориальная автономия с двумя официальными государственными языками. Это образование можно назвать и вилаятом (областью)». Как полагал Абосзода, добиться своих целей, «восстановления попранных прав наших народов», можно если все народы Азербайджана объединяться в единый фронт, деятельность которого он призывает организовывать на основе Декларации о правах коренных народов ООН и Европейской Конвенции о защите национальных меньшинств. В интервью газете Этноглобус Абосзода заявил, что «Талышское Национальное Движение не является антиазербайджанским, а, наоборот, в сущности, является проазербайджанским». При этом, в других своих заявлениях, он говорил, что Талышское национальное движение проводит пророссийскую политику и только ставка на талышей сможет сделать Азербайджан пророссийским: «Мы не выступаем против России, однако и безразличие Москвы также действует на нас. Сколько можно ждать? Пока Россия не сделает „ставку“ на талышей, Азербайджан никогда не станет пророссийской. Другие обещают России всё, но во сне они видят себя в объятиях Турции».
В последующем он изменил свою позицию и начал открыто говорить о создании талышского государства. В 2013 году, в интервью талышской службе иностранных передач радио и телевидения Ирана Абосзода сказал, что из-за политики Ирана и Азербайджана талыши стали эмигрировать в другие страны, а также заявил, что талыши Азербайджана считают себя частью Ирана.

## Труды
Автор двух учебников по политологии, монографии «Духовные основы нашего образа жизни».
В 2019 году вышел в свет труд по грамматике литературного талышского языка «Талышский язык: фонетика, морфология, синтаксис» Фахраддина Абосзода и Аваза Садыхзода. В книге, изданной Талышской Национальной Академией на талышском языке, разработаны все основные разделы грамматики этого автохтонного языка Южного Прикаспия. За основу литературного языка авторами был взят северный диалект, распространённый в талышеязычных районах Азербайджанской Республики, а также на части талышеязычного ареала Ирана. В данном исследовании Фахраддин Абосзода, автор крупнейших талышских словарей, углубил и развил работу другого известного талышского филолога покойного Аваза Садыхзода (1942−1999), посмертно опубликованную в 2002 г. в Санкт-Петербурге на азербайджанском языке. Научным редактором книги является талышский поэт и публицист Джамал Лалазоа (Агаев).

#### Был редактором
- Грамматика талышского языка" А. Садыхзода, 2002 г. СПб.
- Избранные произведения З. Ахмедзаде, 2002.
- Сборник рубаи Омара Хайяма в переводе Аваза Сафарова на талышский язык, 2005.
- Вестник Талышской Национальной Академии, № 1, 2011, Минск.

#### Стихи на талышском
- Дим мәгордын (Не отворачивайся) (2016)
- Вәтән ваj! (Ей родина!) (2018)
- Вәтән (Родина) (2018)
- Зиндон (Тюрьма) (2018)
- Воа (Снег) (2018)
- Августә манги 7-дә (7-го августа) (2018)
- Кывин ә ружон (Где те дни) (2018)
- Шиннә бо! (Дорогой брат!) (2018)
- Бетәмә Нуjә сор (Нехороший новый год) (2019)